# Rhaphidophora puberula
Rhaphidophora puberula — вид квіткових рослин із родини Araceae, роду Rhaphidophora. Це ліана, рідним ареалом якої є Ассам, Борнео, Малі Зондські острови, п-ів Малайзія, Суматра.